# Lok-Sabha-Wahlkreis Udupi
Der Lok-Sabha-Wahlkreis Udupi (auch Udipi) war von 1957 bis 2004 ein Wahlkreis bei den Wahlen zur Lok Sabha, dem Unterhaus des indischen Parlaments. Er gehörte zum Bundesstaat Mysore bzw. nach dessen Umbenennung im Jahr 1973 zum Bundesstaat Karnataka. Der Wahlkreis Udupi umfasste den gesamten Distrikt Udupi und den Nordteil des Distrikts Dakshina Kannada. Der Vorgängerwahlkreis bei der ersten Lok-Sabha-Wahl 1951 war der Wahlkreis South Canara (North). Im Zuge der Neuordnung der Wahlkreise vor der Lok-Sabha-Wahl 2009 wurde der Wahlkreis Udupi aufgelöst. Er gab einen Teil seines Gebietes an die Wahlkreise Shimoga und Dakshina Kannada ab, das verbliebene Gebiet wurde mit einem Teil des ebenfalls aufgelösten Wahlkreises Chikmagalur zum neuen Wahlkreis Udupi-Chikmagalur zusammengelegt.

## Abgeordnete
| Wahl | Name                  | Partei | Stimmen |
| ---- | --------------------- | ------ | ------- |
| 1957 | U. Srinivasa Malliah  | INC    | 56,8 %  |
| 1962 | U. Srinivasa Malliah  | INC    | 50,0 %  |
| 1967 | J. M. L. Prabhu       | SWA    | 41,8 %  |
| 1971 | P. Ranganath Shenoy   | INC    | 65,8 %  |
| 1977 | T. A. Pai             | INC    | 61,5 %  |
| 1980 | Oscar Fernandes       | INC(I) | 61,8 %  |
| 1984 | Oscar Fernandes       | INC    | 62,4 %  |
| 1989 | Oscar Fernandes       | INC    | 53,5 %  |
| 1991 | Oscar Fernandes       | INC    | 47,9 %  |
| 1996 | Oscar Fernandes       | INC    | 37,4 %  |
| 1998 | I. M. Jayarama Shetty | BJP    | 50,8 %  |
| 1999 | Vinay Kumar Sorake    | INC    | 51,4 %  |
| 2004 | Manorama Madhvaraj    | BJP    | 47,4 %  |